# Río Gallegos
Río Gallegos je hlavní město departementu Guer Aike a provincie Santa Cruz v jižní Argentině. Leží několik kilometrů od nejjižnějšího bodu jihoamerické pevniny, Cabo Vírgenes, nedaleko pobřeží Atlantiku a v roce 2001 zde žilo 79 000 obyvatel.
Río Gallegos leží u ústí řeky Gallegos do Atlantského oceánu.
Konkrétní datum založení města není známo, ale kolonizační aktivity v kraji začaly nejdříve po konečné anexi tohoto teritoria Argentinou v roce 1885. Osidlování souviselo s komerčním chovem ovcí v regionu. Po roce 1912 došlo k rychlému růstu obyvatelstva.
Ekonomika města byla dlouhou dobu závislá na chovu ovcí a s tím spojeným zpracovatelským průmyslem a lodní dopravou, zejména uhlí těženého v Río Turbio v jižních Andách. V současnosti hraje v ekonomice významnou roli turistika, především pro relativní blízkost k národnímu parku Los Glaciares. Důležitý je také obchod s ropu vytěženou na jihu provincie. Diverzifikace ekonomiky v předchozích letech vedla k vysoké poptávce po pracovní síle, což vedlo k vlně přistěhovalců především ze severu Argentiny.
Río Gallegos je důležitý dopravní uzel na cestě na Tierra del Fuego i z území Chile, která se dají dosáhnout pouze z území Argentiny.